# ساق ذات الكرسي
النجم نافي أو ساق ذات الكرسي أو كاما ذات الكرسي (بالإنجليزية: Gamma Cassiopeiae)‏، هو نجم متغير ثوراني، وسبب تغيره احتواءه على قرص (Decretion) متغير من المواد المتدفقة ناتج عن معدل سرعة الدوران العالي للنجم، لذلك يتغير حجمه الظاهري بشكل غير منتظم بين (+1,6 و +3,0).وهو النموذج الأولي لفئة النجوم المتغيرة (Gamma Cassiopeiae)، ويتوقع أن سرعة دوران النجم تصل إلى 472 كم ثانية -1 ، مما يعطيها انتفاخاً استوائياً واضحاً، عند دمجها مع لمعان النجم العالي، تكون النتيجة طرد المادة التي تشكل قرصاً ساخناً من الغاز. يبدو أن الاختلافات في الانبعاثات والسطوع ناتجة عن قرص (decretion)، الذي يحتوي على قرص متغير من المواد المتدفقة من خلال معدل الدوران العالي للنجم.
1. ↑  "The interstellar Ca II distance scale". مجلة علم الفلك والفيزياء الفلكية (بالإنجليزية) (2): 833–840. 15 Sep 2009. DOI:10.1051/0004-6361/20079144.
2. ↑  "Rotational Velocities of B Stars". المجلة الفيزيائية الفلكية (بالإنجليزية) (1): 359–365. Jul 2002. DOI:10.1086/340590.
3. 1 2 3 4 5  Floor van Leeuwen (2007). "Validation of the new Hipparcos reduction". مجلة علم الفلك والفيزياء الفلكية (بالإنجليزية) (2): 653–664. DOI:10.1051/0004-6361:20078357.
4. ↑  "Pulkovo Compilation of Radial Velocities for 35 495 Hipparcos stars in a common system". Astronomy Letters (بالإنجليزية) (11): 759–771. Nov 2006. DOI:10.1134/S1063773706110065.
5. ↑  "Search for and study of hot circumstellar dust envelopes". Astronomy Reports (بالإنجليزية) (1): 31–81. Jan 2011. DOI:10.1134/S1063772911010070.
6. ↑  "Comet-tail structures in emission nebulae". The Astrophysical Journal Letters (بالإنجليزية): 622–635. 1957. DOI:10.1086/146336.
7. ↑  مذكور في: Catalogue of Stellar Photometry in Johnson's 11-color system. Stated in source according to: سيمباد. لغة العمل أو لغة الاسم: الإنجليزية. تاريخ النشر: 2002.
8. ↑  Frédéric Arenou (Jul 1997). "The HIPPARCOS Catalogue". مجلة علم الفلك والفيزياء الفلكية (بالإنجليزية): L49–L52.
9. ↑  مذكور في: سيمباد.
10. 1 2  Nidia Morrell (Nov 2001). "High and intermediate-resolution spectroscopy of Be stars. An atlas of Hγ, He I 4471 and Mg II 4481 lines". مجلة علم الفلك والفيزياء الفلكية (بالإنجليزية) (3): 861–882. DOI:10.1051/0004-6361:20011202.